# Adam Kadmon
Adam Kadmon (אָדָם קַדְמוֹן) često se prevodi kao „primordijalni (iskonski) čovjek“, predstavlja izvjesnu matricu sefirota koja se preslikava na ljudskom tijelu – Adam rišon (zemaljski čovjek) u Asija svijetu. AK ili tijelo svjetla (svjetlosno tijelo) je tijelo sačinjeno od čistog Božjeg svjetla (Or En Sof) u kojem je svijest duše Jehida  svjesna tog najvišeg svjetla (Or En Sof). U AK su locirani izvori emanacije sefirota pa je AK zapravo sastavljen kao neka mrežasta struktura tih lokacija-izvora.

## Adam Kadmon - prva emanacija En Sof-a
Može se reći da je AK En Sof kako biva predočen u duši Jehida. Adam Kadmon je, po nekim autorima sam Bog,  prije nego počne, u svijetu Acilut, izgovarati svjetove, dok u tišini  boravi u samom sebi. Njegova projekcija u fizički svijet Asija ima izgled čovjeka, iako je čovjek stvoren na sliku Božju (celem elohim), a ne obrnuto; čovjek je taj koji Boga predočuje kao neko veliko čovjekoliko biće (antropomorfizmi u knjizi Shiur Komah; hebr: ׁשִׁעוּר קוֹמָה). Tijelo svjetla čine dijelovi tijela AK koji su zapravo projekcije  Božjih atributa, na primjer desna ruka na tijelu AK je zapravo projekcija (slika) atributa Božje milosrdne ljubavi. Ono što čini svjetlosno tijelo AK su dijelovi tijela kao projekcije odgovarajućih Božjih atributa. Na primjeru organa velikog mozga: ono što čini svjetlosno tijelo mozga to je samo Božje svjetlo mudrosti kao bit (acmut) Božje mudrosti (Hokma).
No, ono što je od Boga i na sliku Božju, to su mjesta na čovjekovu tijelu na kojima su locirani sefiroti, pa je desna ruka u čovjeka mjesto projekcije sefira Hesed, stoga: 
Desna ruka AK preslikana je kao desna ruka čovjeka, ali ruka AK je tek blijeda predodžba onoga što je ljubav (hesed) u AK i nije ruka u ljudskom smislu! Ne postoji nekakva gigantska desna ruka AK, nego je to alegorija Božjeg atributa hesed (milosrdna ljubav) koji kroz sefira zvan Hesed emanira sve do fizičkog svijeta Asija gdje se očituje kao čovjekova desna ruka. Ona je pak blijeda kopija alegorijske Desne ruke Stvoritelja pri čemu je njegova „ruka“ zapravo njegov atribut beskrajnog davanja u ljubavi.
Desna noga u AK je tek predodžba onoga što je pobjeda (necah) u AK; usta u AK je predodžba onoga što je kraljevstvo (malkut) u AK; kruna na glavi AK je predodžba onoga što je najviša volja u AK, a u čovjeka nije nikakva kruna, nego tek mjesto iznad njegove glave.
Sve je to samo način na koji duša Jehida govori, to je njen govor: ne postoji nikakva gigantska kruna u svemiru, nego je „kruna“ (keter) samo riječ kojom duša Jehida pokušava iskazati ono neiskazivo: Božju uzvišenost nad svime (1. Ljet 29,11).

## Adam Kadmon kroz svjetove (četiri svijeta:arba olamot)

### Acilut
Adam Kadmon je slika Boga, po kojoj čovjek stoji u blizini (b'calmenu) Boga, sefirotska struktura koja izražava Božje atribute: Mudrost, Razboritost, Ljubav, Strogi sud, Milosrđe, Slavu, Pobjedu, Biti-izvor-svemu, Kraljevstvo. (1.Ljet 29,11)

### Beria
Po gornjem rasporedu sefirota („na svoju sliku“) Bog stvori (bara) čovjeka (Post 1,27)

### Jecira
Bog oblikuje (vajjicer) „zemaljski prah“ (ha'adamah: glina) prema svojoj slici. (Post 2,7)

### Asija
Zemaljski Adam je otpali Adam Kadmon ili, AK otpao od svog statusa blizine Bogu. Čovjek, ovaj zemaljski Adam je biće stvoreno na „sliku i priliku Božju“; čovjek se može vratiti do svog statusa sličnosti Bogu, jer se može uzdizati na sve više razine svog bića (tijela i duše) koje su mu potencijalno dane, leže u njemu kao mogućnost. Napravljen je čovjek koji treba nastaviti djelo Božje. Time je ostvarena nakana Božja da napravi čovjeka: “Učinimo (na'ase) čovjeka na našu sliku;“ (Post 1,26a)
Tablični prikaz emanacije čovjeka kroz svjetove:
| Duša   | Svjetovi              | Bog stvori, oblikova, napravi | tekst u Postanku |
| Jehida | Adam Kadmon           | |                  |
| Haja   | ACILUT (blizina Bogu) | AK je slika Boga, po kojoj čovjek stoji u blizini (b'calmenu) Boga, sefirotska struktura koja izražava Božje atribute: Mudrost, Razboritost, Ljubav, Strogi sud, Milosrđe, Slavu, Pobjedu, Biti-izvor-svemu, Kraljevanje. | Post 1,26        |
| Nešama | BERIA (Stvaranje)     | Po gornjem rasporedu sefirota („na svoju sliku“) Bog stvori (bara) čovjeka | Post 1,27        |
| Ruah   | JECIRA (oblikovanje)  | Bog oblikuje (vajjicer) „zemaljski prah“ (ha'adamah: glina) prema svojoj slici | Post 2,7         |
| Nefeš  | ASIJA (pravljenje)    | Napravljen je čovjek koji treba nastaviti djelo Božje. Time je ostvarena nakana Božja da napravi čovjeka: “Učinimo (na'ase) čovjeka na našu sliku;“                                                                       | Post 1,26 a      |

## Praksa Kabale na razini Adam Kadmon
Temeljna tehnika, ili postupak, za mističku praksu tijela Adam Kadmona bila bi ova:
Uzdignuti svoje prirodno tijelo do suobličenosti Adam Kadmonu (v: 1. Kor 15,44-53) koji je slika Boga time što je AK na neki način konstelacija (postav) Božjih atributa prije njihova emaniranja kroz svjetove (arba olamot). To se izvodi putem:
Asana: igra sefirota u fizičkom tijelu; Pranayama: Zazivanje Božjih imena u praničkom tijelu; Meditacija: misliti Božje atribute u tijelu svijesti; Molitva (tfila) koja izvedena u duha kavana dovodi do priljubljivanja (d'vekut: priljepljivanje) Božjim atributima u tijelu Božjeg govora; Jihudim: sjediniti se s Božjim atributima u tijelu čistog svjetla.
Praksa na razini Adam Kadmona u znaku je očitovanja naravi AK koja se prikazuje kao mrežasta struktura početnih točaka emanacije Božjih atributa u sefirote,  na nižim razinama svjetova:
| Svjetovi | Praksa se očituje: |
| Acilut   | u molitvi Bogu |
| Beria    | u suhodu s Božjom snagom |
| Jecira   | u slijeđenju onih likova koji se nalaze u domeni dobra                                                                           |
| Asija    | u disanju koje osnažuje fiziološke sustave tijela i vitalizira dijelove tijela koji korespondiraju položaju sefirota u tijelu AK |

Tijelo Adam Kadmona sastavljeno je od čistog svjetla (Or En Sof) i ne posjeduje nikakvo osjetilo; način na koji se kabalist povezuje s Bogom je ljubav u svojoj čistoći, dakle apsolutna predanost Bogu i prianjanje uz njega (d'vekut). Ta ljubav žudi za sjedinjenjem s Bogom i nestajanjem u Njemu – dakle apsolutna samozatajnost (bitul).

### Kako utjecati na tijelo Adam Kadmona
Prva emanacija En Sofa je Adam Kadmon koji je konfiguracija Božjih atributa u obličju ljudskog tijela ili, artikulacija Or En Sofa u svjetlosno tijelo – AK, a sefiroti su kanali od AK do čovjekovog tijela. Deset sefirota su kanali istjecanja od pojedinih dijelova tijela AK kroz četiri svijeta do ljudskog tijela; na primjer, iz grudiju AK istječe sefira Tiferet kroz: 
·        Atribut duha – milosrđe (rahamim);
·        Duševnu moć – ravnoteža; 
·        Fiziološki sustav – mišićni;
·        Dio tijela – grudni koš. 
Po načelu „kako u nižim svjetovima tako i u višim“ slijedi da djelujući na razini našeg tijela – asanama i pranayamom, djelujemo na svjetlosno tijelo AK, na primjer, kada radimo vježbu zvanu Štipaljka (Pašćimotanasanu) mi djelujemo  na donji abdomen, ali i na odgovarajuće mjesto svjetlosnog tijela AK. Pri tom djelovanju važi da što je tehnika Kabale suptilnija i na višoj razini svjetova (olamot) to dublje djelujemo na tijelu AK tako da ona najviša praksa – molitva (u duhu kavana) te devekut djeluju na nadublji sloj AK, a to je sama suština (acmut) En Sofa. 
Tablični pregled:
| SVJETOVI i DUŠE | PRAKSA                                                                             | u ČOVJEKU                  | u ADAM KADMON = svjetlosno tijelo u En Sofu                   |
| Asija Nefeš     | 1. Optimalno držanje tijela (u jogi: asane) 2. Svjesno disanje (u jogi: pranayama) | Anatomija Fiziologija      | Suptilno, svjetlosno tijelo AK                                |
| Jecira Ruah     | 3. Kontrola nagona i požuda (u jogi: pratyahara)                                   | Duševne (emocionalne) moći | Čisti likovi u svjetlosnom tijelu AK                          |
| Beria Nešama    | 4. Djelovanje u vrlini (Lehagiv musari)                                            | Vrline duše Nešama         | Pokreti Božjeg uma unutar snagosnog (= svjetlosnog) tijela AK |
| Acilut Haja     | 5. T'fila (Molitva s kavana)                                                       | Razgovor s Bogom           | Božji govor u svjetlosnom tijelu AK                           |
| AK Jehida       | 6. Devekut (prianjanje uz Boga)                                                    | Predanost volji Božjoj     | Čisto Božje svjetlo Or En Sof                                 |

### Meditacija na Adam Kadmon
Duša je strukturirana jezikom ili govorom; kada govor postane takav da strukturira svijest i daje joj smisao, što znači da njen sadržaj povezuje na optimalan način s dinamikom zbivanja izvan nje, tada je taj govor - meditacija. Možda je u tome duboki smisao svake meditacije, pa je onda i svako ozbiljno čitanje pri kojem se čovjek intenzivno uživljava u tekst - meditacija. Prije stvaranja svijeta, nakon cimcum, Bog se manifestira kao Adam Kadmon ili primordijalni (iskonski) čovjek čije su dimenzije fiktivno beskonačne, protežu se na sav svijet, stoga je Adam Kadmon samo jedan. Može se govoriti o odnosu čovjeka i AK u smislu Božjeg stvaranja pri čemu bi čovjek bio neko otjelovljenje (korporalizacija) Adam Kadmona kao duhovnog obličja Boga; i u smislu Kabala prakse pri kojoj se kabalist uzdiže na sve finije razine svjetova (olamot), dušom i i tijelom, da bi sebe metaforički doživio kao ozbiljenje Adam Kadmona kao prauzora (Božje slike) vlastitog bića.  

## Vanjske poveznice
http://www.newkabbalah.com/
https://www.jewishvirtuallibrary.org/shi-x0027-ur-komah
https://www.medical-yoga.com/2017/01/17/kazu-jogiji-ovo-je-vjezba-za-dugojecnost/  Arhivirana inačica izvorne stranice od 23. veljače 2019. (Wayback Machine)